# Аккерман (артилерійський катер)
Аккерман (P174, до 2018 р. U174) — малий броньований артилерійський катер проєкту 58155 «Гюрза-М» Військово-Морських Сил України. Призначений для несення патрульної служби на річках, озерах, зовнішніх рейдах і прибережних морських акваторіях з віддаленням від порту базування не більше ніж на 50 миль.

## Історія

### Побудова
Катер було закладено 2012 року на заводі «Кузня на Рибальському». Був спущений на воду у 2015 році.
3 липня 2016 року на свято Дня ВМС у Одесі катер разом із своїм систершипом був переданий Президентом до ВМС.
В листопаді 2016 року були успішно завершені державні випробування МБАК «Аккерман» і «Бердянськ», обидва катери відправлені на пофарбування. Катери під час випробувань, що відбувалися на тлі тактичних флотських навчань показали дуже гарні ходові якості, безперебійну роботу систем і механізмів, а також живучість та надійність матеріальної частини.

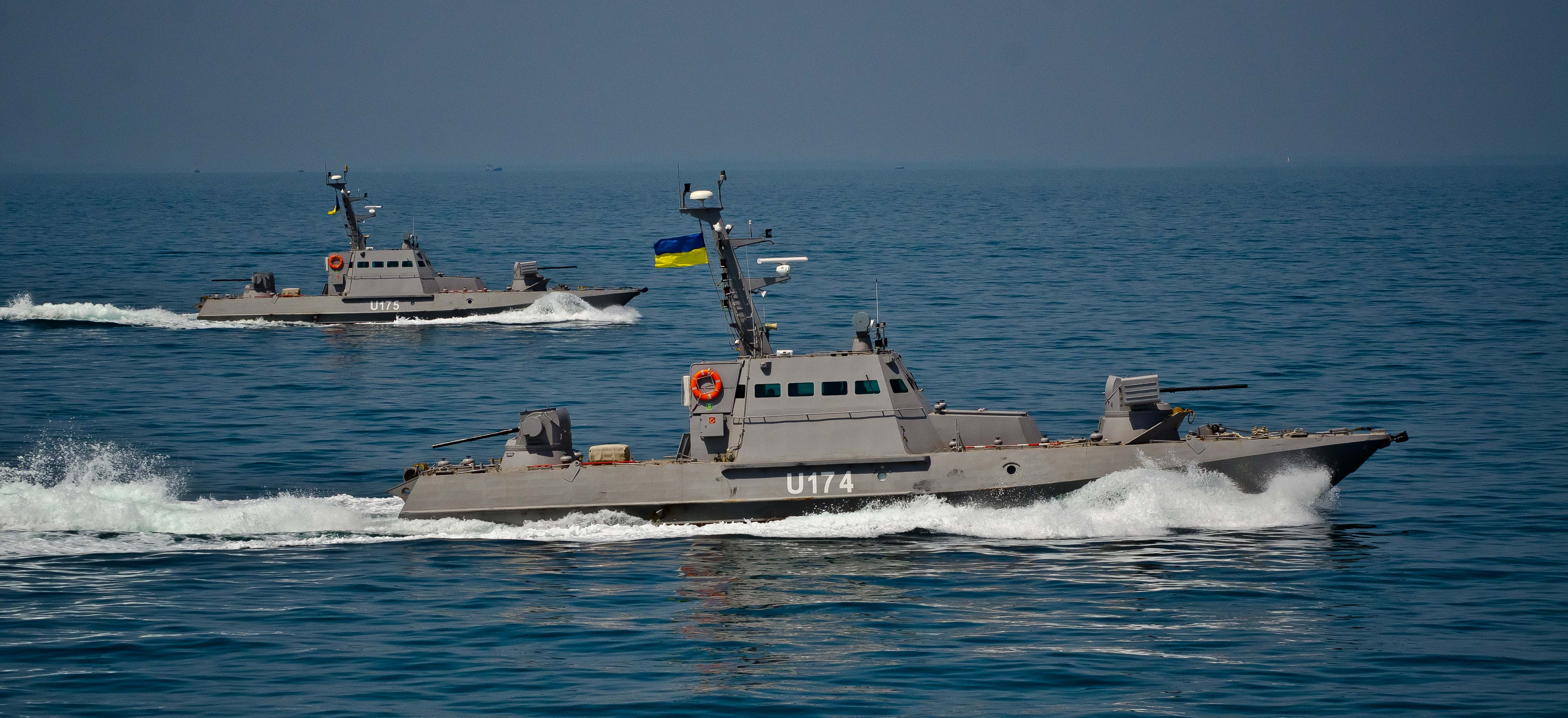
На випробуваннях, 2016 р.

### Служба
9 вересня 2016 року малі броньовані артилерійські катери (U174) «Аккерман» та (U175) «Бердянськ» на навчальних стрільбах у супроводі фрегату «Гетьман Сагайдачний» виявили російський протичовновий корабель «Смєтлівий», який провів захоплення цілі й вів українські кораблі своїм бортовим озброєнням. «Гетьман Сагайдачний» поставив димову завісу під покровом якої катери підійшли ближче до російського корабля, розділилися та взяли його в напівобхват. Кораблі були готові до бою, снаряди були вже у люфі. «Смєтлівий» був змушений відступити. Таким чином «український москітний флот» здобув свою першу перемогу.
23 жовтня 2016 року в Одесі капелан Української православної церкви Олександр Філіпов освятив катери «Аккерман» та «Бердянськ».
5 грудня 2017 року було проведено тактичне навчання малих броньованих артилерійських катерів у складі 6 одиниць (24 ОДнРК), за яким, перебуваючи на борту фрегата «Гетьман Сагайдачний» спостерігав командувач ВМС України. Того дня відбулась урочиста церемонія найменування чотирьох новозбудованих катерів, які отримали назви «Вишгород», «Кременчук», «Лубни» та «Нікополь».
31 грудня 2017 року броньовані катери «Аккерман» та «Бердянськ» з доглядовою командою на борту підтримали спецоперацію за участі ракетного катера «Прилуки» та катера морської охорони ДПСУ з представниками СБУ на борту із затримання судна-порушника з контрабандним товаром на борту в акваторії Одеської області. Судно-порушник під прапором Танзанії намагалося втекти від українських катерів, в результаті чого ракетний катер «Прилуки» відкрив попереджувальний вогонь з артилерійської установки по курсу судна, яке було зупинено та відконвойовано до порту Одеса.
20 квітня 2018 року прибув до Миколаївського судноремонтного заводу для проходження поточного докового ремонту. Фахівці підприємства планують виконати роботи з очищення та фарбування зовнішньої обшивки корпусу, поточний ремонт гвинто-кермувального комплексу, перевірити гвинти методом кольорової дефектоскопії, здійснити центрування. Відповідно до підписаної угоди заявлено також ремонт кермового комплексу та донно-бортової арматури. 21 травня 2018 року, вранці фахівцями ЕЛУ автодоріг Миколаєва спільно з екіпажем буксира «Чапаєв» від ДП «Миколаївський суднобудівний завод» була проведена розводка пішохідного моста через Інгул. Акваторію заводу після ремонту покинув броньований артилерійський катер ВМС України «Аккерман». Спеціалістами підприємства було виконано роботи по очистці та фарбуванню зовнішньої обшивки корпусу, поточний ремонт гвинто-кермувального комплексу, перевірка гвинтів методом кольорової дефектоскопії, центруванню.
23 травня 2018 року катер разом з середнім десантним кораблем «Юрій Олефіренко» та бронекатером «Вишгород» взяв участь у святкуванні сотої річниці морської піхоти України. Одночасно чорні берети на берети кольору морської хвилі змінили морпіхи на бойових позиціях поблизу населених пунктів Широкине, Лебединське, Водяне, Чормалик, на адміністративному кордоні з тимчасово окупованою територією Криму — на Чонгарі, на узбережжях Чорного і Азовського морів, а також на борту середнього десантного корабля «Юрій Олефіренко»

### Російське вторгнення (з 2022)
Захоплений рашистами в ході боїв за Маріуполь, переведений до Новоросійська[джерело?].
В травні 2022 року переведений до окупованого Севастополя. Катер відбуксировано до Південної бухти окупованої військово-морської бази України. Частину маневрів катер здійснив самостійно, що свідчить про справність ходових систем та здатність рашистів керувати українським катером[джерело?].
Під час повномасштабного вторгнення був захоплений разом з малим артилерійським катером «Вишгород» в тимчасово окупованому Бердянську. В серпні 2023 року стало відомо, що росіяни замінили корабельні 30-мм бойові модулі КАУ-30М на захоплених катерах на установки 2М-3М. Зняті бойові модулі КАУ-30М були перевезені на виставку трофейного озброєння.

## Командування
- (2016—2017)[уточнити] капітан-лейтенант Олексій Мельник[джерело?]
- (2017—2019) старший лейтенант Сергій Харченко[джерело?]
- (з 2019) лейтенант Павло Латенко[джерело?]